# Atletismo nos Jogos Paralímpicos de Verão de 2012 - 400 m feminino
As competições dos 400 metros feminino do atletismo nos Jogos Paralímpicos de Verão de 2012 foram disputadas entre os dias 31 de agosto e 8 de setembro no Estádio Olímpico de Londres, na capital britânica. Participaram desse evento atletas que foram divididas em 6 classes diferentes de deficiência.

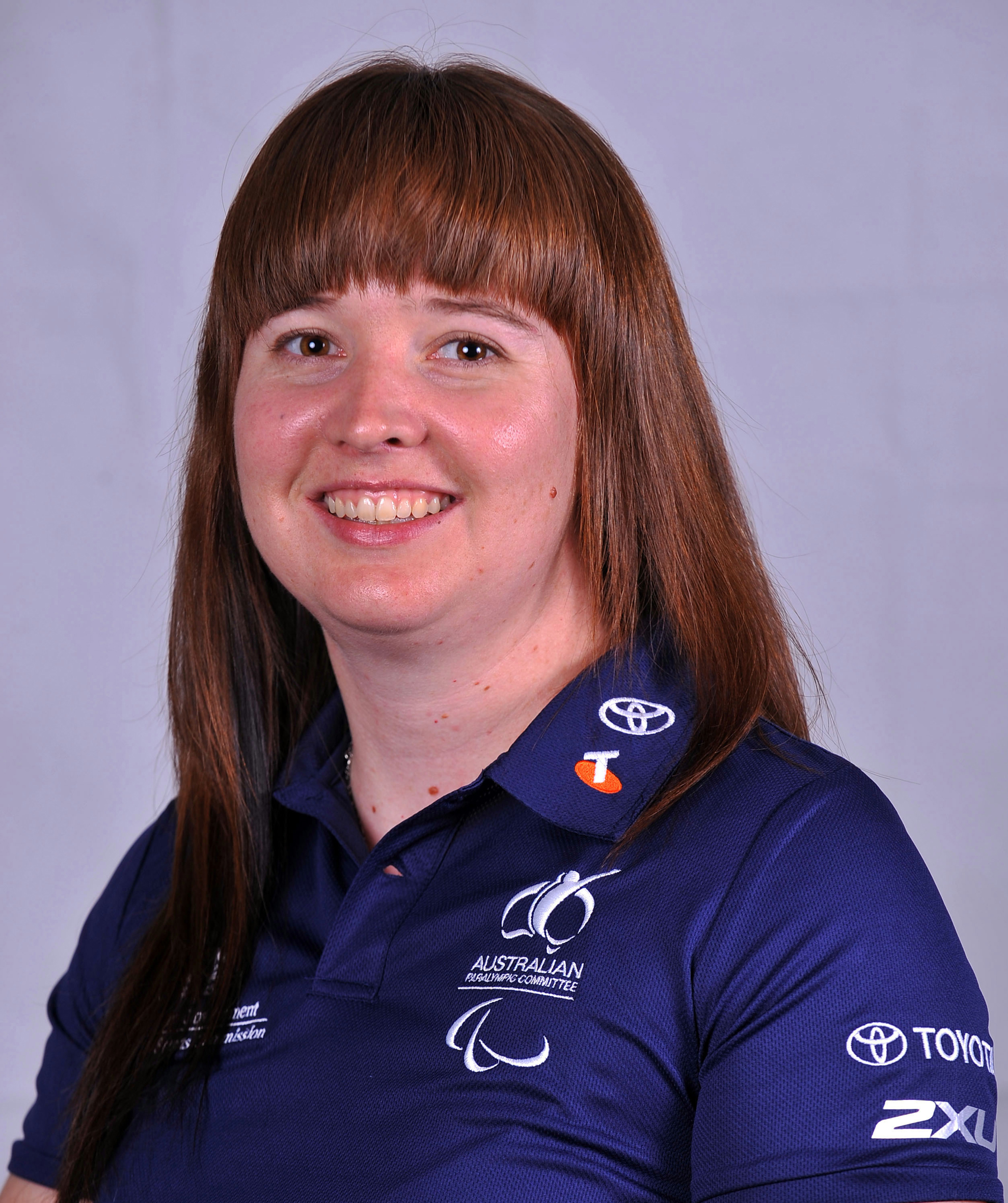
Angela Ballard conquistou a medalha de prata nos 400 m classe T53.

## Medalhistas

### Classe T12
| Ouro   | FRA Assia El Hannouni                                                       |
| Prata  | UKR Oxana Boturchuk                                                         |
| Bronze | MEX Daniela Eugenia Velasco Maldonado / Jose Guadalupe Fuentes Ortíz (guia) |

### Classe T13
| Ouro   | CUB Omara Durand       |
| Prata  | TUN Somaya Bousaid     |
| Bronze | GRE Alexandra Dimoglou |

### Classe T37
| Ouro   | TUN Neda Bahi            |
| Prata  | UKR Viktoriya Kravchenko |
| Bronze | RUS Evgeniya Trushnikova |

### Classe T46
| Ouro   | CUB Yunidis Castillo  |
| Prata  | RSA Anrune Liebenberg |
| Bronze | POL Alicja Fiodorow   |

### Classe T53
| Ouro   | CHN Zhou Hongzhuan |
| Prata  | AUS Angela Ballard |
| Bronze | CHN Huang Lisha    |

### Classe T54
| Ouro   | USA Tatyana McFadden |
| Prata  | CHN Dong Hongjiao    |
| Bronze | SUI Edith Wolf       |

## T12

### Eliminatórias

#### Eliminatória 1
| Pos. | Atleta                                                               | País           | Tempo   | Notas                |
| ---- | -------------------------------------------------------------------- | -------------- | ------- | -------------------- |
| 1    | Assia El Hannouni                                                    | FRA França     | 55.04   | Q                    |
| 2    | Daniela Eugenia Velasco Maldonado Guia: Jose Guadalupe Fuentes Ortiz | MEX México     | 58.33   | q                    |
| 3    | Maria Elisa Muchavo                                                  | MOZ Moçambique | 1:03.68 | Recorde da temporada |

#### Eliminatória 2
| Pos. | Atleta                                                   | País        | Tempo   | Notas |
| ---- | -------------------------------------------------------- | ----------- | ------- | ----- |
| 1    | Oxana Boturchuk                                          | UKR Ucrânia | 57.30   | Q     |
| 2    | Maria Gomes Da Silva Guia: Albano Pedro Zongo            | ANG Angola  | 1:01.78 | q     |
| 03 ! | Hanah Ngendo Mwangi                                      | KEN Quênia  | DQ      |       |
| 04 ! | Jerusa Geber Santos Guia: Luiz Henrique Barboza da Silva | BRA Brasil  | DQ      |       |

#### Eliminatória 3
| Pos. | Atleta                                          | País                | Tempo   | Notas                |
| ---- | ----------------------------------------------- | ------------------- | ------- | -------------------- |
| 1    | Elisabetta Stefanini Guia: Massimo di Marcello  | ITA Itália          | 1:02.57 | Q                    |
| 2    | Miroslava Sedlackova Guia: Michal Prochazka     | CZE República Checa | 1:03.34 | q                    |
| 3    | Casandra Cruz Monroy Guia: Jovan Blancas Garcia | MEX México          | 1:05.10 | Recorde pessoal      |
| 4    | Katherina Taylor Guia: Hugo Lombardo            | PAN Panamá          | 1:14.76 | Recorde da temporada |

#### Eliminatória 4
| Pos. | Atleta                                                  | País       | Tempo   | Notas           |
| ---- | ------------------------------------------------------- | ---------- | ------- | --------------- |
| 1    | Zhu Daqing Guia: Zhang Hui                              | CHN China  | 59.58   | Q               |
| 2    | Terezinha Guilhermina Guia: Guilherme Soares de Santana | BRA Brasil | 1:00.01 | q               |
| 3    | Esperança Gicaso Guia: Márcio José Fonseca Neto         | ANG Angola | 1:07.57 | Recorde pessoal |

### Semifinals

#### Semifinal 1
| Pos. | Atleta                                                  | País        | Tempo   | Notas |
| ---- | ------------------------------------------------------- | ----------- | ------- | ----- |
| 1    | Oxana Boturchuk                                         | UKR Ucrânia | 55.93   | Q     |
| 2    | Terezinha Guilhermina Guia: Guilherme Soares de Santana | BRA Brasil  | 58.41   | q     |
| 3    | Maria Gomes Da Silva Guia: Albano Pedro Zongo           | ANG Angola  | 1:02.20 |       |
| 04 ! | Zhu Daqing Guia: Zhang Hui                              | CHN China   | DQ      |       |

#### Semifinal 2
| Pos. | Atleta                                                               | País                | Tempo   | Notas           |
| ---- | -------------------------------------------------------------------- | ------------------- | ------- | --------------- |
| 1    | Assia El Hannouni                                                    | FRA França          | 55.50   | Q               |
| 2    | Daniela Eugenia Velasco Maldonado Guia: Jose Guadalupe Fuentes Ortiz | MEX México          | 58.86   | q               |
| 3    | Elisabetta Stefanini Guia: Massimo di Marcello                       | ITA Itália          | 1:02.03 |                 |
| 4    | Miroslava Sedlackova Guia: Michal Prochazka                          | CZE República Checa | 1:02.18 | Recorde pessoal |

### Final
| Pos.              | Atleta                                                               | País        | Tempo   | Notas           |
| ----------------- | -------------------------------------------------------------------- | ----------- | ------- | --------------- |
| Medalha de ouro   | Assia El Hannouni                                                    | FRA França  | 55.39   |                 |
| Medalha de prata  | Oxana Boturchuk                                                      | UKR Ucrânia | 55.69   | Recorde pessoal |
| Medalha de bronze | Daniela Eugenia Velasco Maldonado Guia: Jose Guadalupe Fuentes Ortiz | MEX México  | 58.51   |                 |
| 4                 | Terezinha Guilhermina Guia: Guilherme Soares de Santana              | BRA Brasil  | 1:39.73 |                 |

## T13
| Pos.              | Atleta                 | Tempo   | Notas                |
| ----------------- | ---------------------- | ------- | -------------------- |
| Medalha de ouro   | CUB Omara Durand       | 55.12   | Recorde paralímpico  |
| Medalha de prata  | TUN Somaya Bousaid     | 56.83   | Recorde da temporada |
| Medalha de bronze | GRE Alexandra Dimoglou | 56.91   | Recorde pessoal      |
| 4                 | FRA Nantenin Keita     | 57.64   | Recorde da temporada |
| 5                 | UKR Olena Gliebova     | 58.44   | Recorde pessoal      |
| 6                 | POL Anna Duzikowska    | 1:03.33 | Recorde pessoal      |
| 7                 | BRA Viviane Soares     | 1:05.96 | Recorde pessoal      |
| 8 !               | BRA Joana Helena Silva | DNF     |                      |
| 9 !               | UGA Christine Akullo   | DNS     |                      |

## T37

### Eliminatórias

#### Eliminatória 1
| Pos. | Atleta                      | Tempo   | Notas |
| ---- | --------------------------- | ------- | ----- |
| 1    | TUN Neda Bahi               | 1:07.49 | Q     |
| 2    | UKR Viktoriya Kravchenko    | 1:09.66 | Q =   |
| 3    | RUS Anastasiya Ovsyannikova | 1:10.12 | Q     |
| 4    | AUS Jodi Elkington          | 1:11.12 | q     |
| 5    | GER Isabelle Foerder        | 1:11.95 | q     |

#### Eliminatória 2
| Pos. | Atleta                   | Tempo   | Notas |
| ---- | ------------------------ | ------- | ----- |
| 1    | UKR Maryna Snisar        | 1:08.84 | Q     |
| 2    | RUS Evgeniya Trushnikova | 1:09.30 | Q     |
| 3    | GER Maike Hausberger     | 1:10.59 | Q     |
| 4    | FRA Mandy François-Elie  | 1:16.29 |       |
| 5    | CAN Leah Robinson        | 1:16.94 |       |
| 6    | GER Maria Seifert        | DNS     |       |

### Final
| Pos.              | Atleta                      | Tempo   | Notas            |
| ----------------- | --------------------------- | ------- | ---------------- |
| Medalha de ouro   | TUN Neda Bahi               | 1:05.86 | Recorde africano |
| Medalha de prata  | UKR Viktoriya Kravchenko    | 1:07.32 | Recorde europeu  |
| Medalha de bronze | RUS Evgeniya Trushnikova    | 1:07.35 | Recorde pessoal  |
| 4                 | UKR Maryna Snisar           | 1:08.86 |                  |
| 5                 | GER Maike Hausberger        | 1:10.45 | Recorde pessoal  |
| 6                 | AUS Jodi Elkington          | 1:11.49 |                  |
| 7                 | GER Isabelle Foerder        | 1:13.47 |                  |
| 8                 | RUS Anastasiya Ovsyannikova | 1:17.28 |                  |

## T46
| Pos.              | Atleta                  | Tempo   | Notas                |
| ----------------- | ----------------------- | ------- | -------------------- |
| Medalha de ouro   | CUB Yunidis Castillo    | 55.72   | Recorde mundial      |
| Medalha de prata  | RSA Anrune Liebenberg   | 56.65   | Recorde pessoal      |
| Medalha de bronze | POL Alicja Fiodorow     | 58.48   | Recorde pessoal      |
| 4                 | CHN Wang Yanping        | 1:01.33 | Recorde da temporada |
| 5                 | RUS Alexandra Moguchaya | 1:02.11 | Recorde pessoal      |
| 6                 | ETH Yengus Dese Azenaw  | 1:04.93 | Recorde pessoal      |
| 7 !               | GBS Ussumane Cande      | DNS     |                      |

## T53
| Pos.              | Atleta                   | Tempo   | Notas              |
| ----------------- | ------------------------ | ------- | ------------------ |
| Medalha de ouro   | CHN Zhou Hongzhuan       | 55.47   | Recorde pessoal    |
| Medalha de prata  | AUS Angela Ballard       | 56.06   | Recorde da Oceania |
| Medalha de bronze | CHN Huang Lisha          | 56.87   | Recorde pessoal    |
| 4                 | USA Shirley Reilly       | 57.18   |                    |
| 5                 | USA Jessica Galli        | 57.56   |                    |
| 6                 | AUS Madison de Rozario   | 58.42   |                    |
| 7                 | USA Anjali Forber Pratt  | 59.34   |                    |
| 8                 | BER Jessica Cooper Lewis | 1:08.88 |                    |

## T54

### Eliminatória 1
| Pos. | Atleta                 | Tempo   | Notas                |
| ---- | ---------------------- | ------- | -------------------- |
| 1    | CHN Zou Lihong         | 56.23   | Q                    |
| 2    | CAN Diane Roy          | 57.11   | Q                    |
| 3    | FIN Amanda Kotaja      | 58.06   | Q                    |
| 4    | SWE Gunilla Wallengren | 58.24   | q                    |
| 5    | USA Christina Schwab   | 59.06   |                      |
| 6    | GBR Jade Jones         | 59.14   |                      |
| 7    | SUI Patricia Keller    | 1:01.74 | Recorde da temporada |

### Eliminatória 2
| Pos. | Atleta               | Tempo   | Notas                |
| ---- | -------------------- | ------- | -------------------- |
| 1    | USA Tatyana McFadden | 53.95   | Q                    |
| 2    | CHN Dong Hongjiao    | 56.19   | Q                    |
| 3    | SUI Edith Wolf       | 56.35   | Q                    |
| 4    | SUI Manuela Schaer   | 57.47   | q                    |
| 5    | USA Amberlynn Weber  | 1:02.28 |                      |
| 6    | DEN Marianne Maiboll | 1:02.35 | Recorde da temporada |
| 7    | MEX Yazmith Bataz    | 1:04.81 |                      |

### Final
| Pos.              | Atleta                 | Tempo | Notas                |
| ----------------- | ---------------------- | ----- | -------------------- |
| Medalha de ouro   | USA Tatyana McFadden   | 52.97 | Recorde pessoal      |
| Medalha de prata  | CHN Dong Hongjiao      | 55.43 | Recorde asiático     |
| Medalha de bronze | SUI Edith Wolf         | 56.25 | Recorde da temporada |
| 4                 | CHN Zou Lihong         | 56.57 |                      |
| 5                 | CAN Diane Roy          | 56.60 |                      |
| 6                 | FIN Amanda Kotaja      | 57.35 | Recorde pessoal      |
| 7                 | SUI Manuela Schaer     | 57.57 |                      |
| 8                 | SWE Gunilla Wallengren | 58.74 |                      |

Legenda
| Recorde mundial      | Recorde mundial (World record)               |                       | Recorde africano                      | Recorde africano (African) |                                           | Q | Classificado por posição (Qualified) |
| Recorde paralímpico  | Recorde paralímpico (Paralympic record)      | Recorde da América    | Recorde da América (Americas)         | q                          | Classificado por melhor tempo (Qualified) |   |                                      |
| Melhor marca do ano  | Melhor marca do ano (World leading)          | Recorde asiático      | Recorde asiático (Asian)              | DNS                        | Não largou (Did not start)                |   |                                      |
| Recorde nacional     | Recorde nacional (National record)           | Recorde europeu       | Recorde europeu (European)            | DNF                        | Não terminou (Did not finish)             |   |                                      |
| Recorde pessoal      | Recorde pessoal do atleta (Personal best)    | Recorde da Oceania    | Recorde da Oceania (Oceania)          | DSQ / DQ                   | Desclassificado (Disqualified)            |   |                                      |
| Recorde da temporada | Recorde da temporada do atleta (Season best) | Recorde sul-americano | Recorde sul-americano (South America) | NM                         | Sem marca (No mark)                       |   |                                      |